# Cantón de Bourg-en-Bresse-2
El cantón de Bourg-en-Bresse-2 (en francés canton de Bourg-en-Bresse-2) es una circunscripción electoral francesa situada en el departamento de Ain, de la región de Auvernia-Ródano-Alpes.

## Historia
Fue creado por el decreto del 13 de febrero de 2014 que entró en vigor en el momento de la primera renovación general de asamblearios departamentales después de dicho decreto, en marzo de 2015. 

## Composición
- Bourg-en-Bresse (fracción)
- Péronnas
- Saint-Denis-lès-Bourg
- Saint-Rémy